# Свен Хасел
Свен Хасел (дан. Sven Hassel; 19. април 1917, Фредериксберг, —  21. септембар 2012, Барселона) био је писац данског порекла који је своје војничко искуство из Другог светског рата преточио у неколико псеудо-аутобиографских новела које је сукцесивно објављивао после рата. У Данској је користио псеудоним Свен Хазел. Он је један од најпродаванијих данских аутора, вероватно други после Ханса Кристијана Андерсена.Са више од 50 милиона продатих књига, он је најпродаванији дански аутор икада, али никада није добио признање или опроштај.

## Биографија
Хаселова биографија је више пута оспоравана. Он тврди да је рођен у Фредериксбергу у Данској под именом Свен Педерсен. Касније је преузео девојачко презиме своје мајке Хасел. Са 14 година приступио је трговачкој морнарици у којој је радио као послужитељ на броду све до 1936. године када почиње његова војничка каријера у тенковским јединицама током Другог светског рата. У жељи да избегне последице Велике депресије незапослени Хасел је 1937. године покушао да ступи у немачки Вермахт. У интервјуу који је дао 1990. године. Хасел је на ову тему изјавио: „Немачка ми је била ближа од Енглеске. Отишао сам у регрутну канцеларију Вермахта да би се пријавио, али то није било једноставно као што сам мислио. Примали су само немачке држављане. После шест месеци покушавања успео сам да ступим у 7. коњички пук, али под условом да постанем натурализовани Немац.“ Касније је служио у 2. оклопној дивизији стационираној у Ејзенаху, а у немачком нападу на Пољску 1939. године учествовао је као возач тенка.
Годину дана касније покушао је да побегне из војске. „… једноставно сам био потпуно исцрпљен. После кратког одсуства напросто се нисам вратио у своју јединицу. Рекли су да сам дезертер. Због тога сам прекомандован у sonderabteilung, казнену јединицу сачињену од криминалаца и дисидената.“
Служио је у 2. коњичком пуку, а касније и у 11. и 27. оклопном пуку (у саставу 6. оклопне дивизије), на свим фронтовима осим у северној Африци и био је рањен неколико пута. До краја рата стекао је чин поручника и одликован је Гвозденим крстом I и II класе. Предао се совјетским трупама у Берлину 1945. године. У ратном заробљеништву почео је да пише своју прву књигу „Легија проклетих“.
Након пуштања из заробљеништва 1949. године планирао је да ступи у француску Легију странаца, али је упознао Лауру Доротеу Јенсен и са њом се оженио 1951. године. Запослио се у фабрици аутомобила. На охрабривање своје супруге одлучио је да пише о својим ратним искуствима. Његова прва књига под називом De Fordømtes Legion (Легија проклетих) објављена је 1953. год.
1957. године Хасел је претрпео напад болести од које је боловао за време рата због чега је био парализован скоро две године. После опоравка наставио је са писањем. Преселио се у Барселону 1964. године. Укупно је објавио четрнаест романа који су преведени на осамнест језика. По његовој књизи Døden på larveføtter (Точкови страве) снимљен је 1987. године филм под називом Бригада неприлагођених (The Misfit Brigade).
Године 1964. преселио се у Барселону, у Шпанији, где је живео до смрти.

## Књиге о Другом светском рату
Године 1953. његов дебитантски роман "Легија проклетих" је објављен под псеудонимом Свен Хазел од стране Grafisk Forlag након што је њихов консултант Георгједе скратио и преписао рукопис.
У својим књигама Хасел описује рат у првом лицу користећи своје име. Књиге описују доживљаје 27. (казненог) оклопног пука састављеног од војника који су потрошна роба – осуђених криминалаца, осуђених војника и политичких непожељника. Поред Свена у његовим романима појављују се и Легионар (бивши припадник француске Легије странаца); крупан и висок момак кога су сви звали Мали; муватор Порта; стари наредник кога су сви звали Стари и Барселона, ветеран обе стране у Шпанском грађанском рату. Заједно су се борили на скоро свим фронтовима од Северне Финске до Руског фронта (више пута), Италије, Грчке и Балкана као и у Нормандији током савезничке инвазије. Брза хронолошка анализа активности пука током Другог светског рата показује да се регимента истовремено борила на више места међусобно удаљених хиљадама километара. Хасел је у својим романима наглашавао да су ликови који се у њима појављују базирани на стварним личностима као и да су догађаји базирани на стварним историјским догађајима.
Хаселово виђење рата је брутално: војници се боре искључиво за голи живот, Женевска конвенција није ништа друго до мртво слово на папиру за обе стране у рату. Повремене пријатне догађаје и сусрете брзо прекида сурова ратна реалност. Антипатични пруски официри стално малтретирају своје људе претећи им војним судом и ликвидирајући их без озбиљног разлога. Незадовољни војници узвараћају на исти начин убијајући официре који су их малтретирали.
Хаселове књиге су посебно популарне у Уједињеном Краљевству, где је продао 15 милиона од 53 милиона продатих широм света. Насупрот томе, његове књиге се не сматрају прикладним за јавне библиотеке у његовој матичној земљи Данској, где је став о књижевности у Dagbladet Information из 2011. описао Хасела као издајника, а његов дебитантски роман као најгору књигу икада, са  ликовима плагираним из На Западу ништа ново.

## Критике
Ерик Хаест, дански новинар, провео је много година покушавајући да оповргне Хаселове тврдње. Хаестов отац је био активни припадник данског покрета отпора. После рата, његов отац одбио је да прими било какво признање од данске владе зато што су многи званичници који су сарађивали са Немцима још увек били на власти изјашњавајући се као антинацисти. Хаест је интимно упознат са историјом данског покрета отпора и познат му је идентитет и активности већине данских колаборациониста. Хаест је написао да је право Хаселово име заправо Борге Вили Редстед Педерсен и да је он био дански нациста који се никада није борио на Руском фронту. Према Хаесту аутор је провео највећи део Другог светског рата у окупираној Данској. Његово познавање ратних догађаја је обично препричавање прича које је чуо од данских СС ветерана које је упознао по завршетку рата. Хаест такође сматра да је прву Хаселову књигу написао плаћени писац, а да је по њеном успеху писање романа преузела његова супруга.
Хасел је више пута покушао да дискредитује Хаестове изјаве, али су се ови покушаји, у недостатку конкретних доказа, претворили у изношење сумњи и демантовање његових изјава уместо у упуштању у озбиљну расправу о доказима које је Хаест предочио јавности. Иако Хаестове тврдње нису наишле на добар пријем међу Хаселовим љубитељима, оне су ипак изазвале озбиљене дебате нарочито на интернет форумима који се баве тематиком Другог светског рата.
Иако је Хаест значајно умањио Хаселов кредибилитет, то није пуно утицало на званичан став професионалних војних и цивилних историчара према његовом делу. Они никада и нису озбиљно узимали његов рад за који сматрају да је пун најобичнијих измишљотина.
Нпр. у Вермахту је постојао 27. оклопни пук, али он није био казненог карактера. Немачки тенкови типа Тигар су били веома ретки због чега су били организовани у специјалне батаљоне који су били под директном командом корпуса али су по потреби додељивани појединим елитним дивизијама; тенковима типа Тигар сигурно нису биле наоружаване казнене јединице.
Хасел је такође у својој биографији навео да је током Зимског рата борио у Финској и да је за заслуге у њеној одбрани одликован Манерхајмовим крстом, али званична евиденција финске војске из овог периода нема податак о томе. Након провере ове трвдње она је повучена из званичне Хаселове биографије.
Дана 10. октобра 1963. новинар Џорџ Крингелбах је у свом радио програму Natredaktionen на П3 открио да је Свен Хасел псеудоним за доказаног издајника Боргеа Вилија Редстеда Педерсена. Даље, Крингелбах је тврдио да иако је Педерсен можда био у Немачкој током рата, није био у казненом батаљону. Уместо тога, током рата је радио за немачку обавештајну агенцију која је сарађивала са ХИПО.

## Дела
- Легија проклетих (дан. De fordømtes legion), (1953)
- Точкови страве (дан. Døden på larvefødder), (1958)
- Ратни другови (дан. Frontkammerater), (1960)
- Кажњенички батаљон (дан. Marchbataillon), (1962)
- Гестапо (дан. Gestapo), (1963)
- Монте Касино (дан. Monte Cassino), (1963)
- Разорите Париз (дан. Likvider Paris), (1967)
- СС-генерал (дан. SS-generalen), (1969)
- Царство пакла (дан. Kommando Reichsführer Himmler), (1971)
- Крвави пут смрти (дан. Jeg så dem dø), (1973)
- Блицфриз (дан. Glemt af Gud), (1976)
- Војни суд (дан. Krigsret), (1978)
- ГПУ затвор (дан. GPU-fængslet), (1981)
- Комесар (дан. Kommissæren), (1984)